# Gran Premio di Monaco 1963
Il Gran Premio di Monaco 1963 è stato un Gran Premio di Formula 1 disputato il 26 maggio 1963 sul circuito di Monaco. La gara fu vinta da Graham Hill alla guida di una BRM.

## Qualifiche

### Risultati
| Pos | No | Pilota                  | Auto             | Squadra                     | Tempo  | Distacco |
| --- | -- | ----------------------- | ---------------- | --------------------------- | ------ | -------- |
| 1   | 9  | Jim Clark               | Lotus - Climax   | Team Lotus                  | 1'34"3 |          |
| 2   | 6  | Graham Hill             | BRM              | Owen Racing Organisation    | 1'35"0 | +0"7     |
| 3   | 21 | John Surtees            | Ferrari          | Scuderia Ferrari            | 1'35"2 | +0"9     |
| 4   | 5  | Richie Ginther          | BRM              | Owen Racing Organisation    | 1'35"2 | +0"9     |
| 5   | 14 | Innes Ireland           | Lotus - BRM      | British Racing Partnership  | 1'35"5 | +1"2     |
| 6   | 4  | Dan Gurney              | Brabham - Climax | Brabham Racing Organisation | 1'35"8 | +1"5     |
| 7   | 20 | Willy Mairesse          | Ferrari          | Scuderia Ferrari            | 1'35"9 | +1"6     |
| 8   | 7  | Bruce McLaren           | Cooper - Climax  | Cooper Car Company          | 1'36"0 | +1"7     |
| 9   | 10 | Trevor Taylor           | Lotus - Climax   | Team Lotus                  | 1'37"2 | +2"9     |
| 10  | 8  | Tony Maggs              | Cooper - Climax  | Cooper Car Company          | 1'37"9 | +3"6     |
| 11  | 11 | Jo Bonnier              | Cooper - Climax  | Rob Walker Racing Team      | 1'38"6 | +4"3     |
| 12  | 25 | Jo Siffert              | Lotus - BRM      | Siffert Racing Team         | 1'39"4 | +5"1     |
| 13  | 12 | Jim Hall                | Lotus - BRM      | British Racing Partnership  | 1'41"0 | +6"7     |
| 14  | 17 | Maurice Trintignant     | Lola - Climax    | Reg Parnell Racing          | 1'41"3 | +7"0     |
| 15  | 15 | Chris Amon              | Lola - Climax    | Reg Parnell Racing          | 1'41"4 | +7"1     |
| 16  | 3  | Jack Brabham            | Lotus - Climax   | Brabham Racing Organisation | 1'44"7 | +10"3    |
| NQ  | 24 | Bernard Collomb         | Lotus - Climax   | Privato                     | 1'43"3 | +9.0     |
| WD  | 1  | Phil Hill               | ATS              | Automobili Turismo e Sport  |        |          |
| WD  | 2  | Giancarlo Baghetti      | ATS              | Automobili Turismo e Sport  |        |          |
| WD  | 16 | John Campbell-Jones     | Lotus - BRM      | Reg Parnell Racing          |        |          |
| WD  | 18 | Ian Burgess             | Scirocco - BRM   | Scirocco Racing Cars        |        |          |
| WD  | 19 | Tony Settember          | Scirocco - BRM   | Scirocco Racing Cars        |        |          |
| WD  | 22 | Nasif Estéfano          | De Tomaso        | Scuderia De Tomaso          |        |          |
| WD  | 23 | Lorenzo Bandini         | BRM              | Scuderia Centro Sud         |        |          |
| WD  | 24 | Carel Godin de Beaufort | Porsche          | Ecurie Maarsbergen          |        |          |

## Gara
Al via i due piloti della BRM sorpassarono Clark, prendendo il comando della corsa, con Hill davanti a Ginther. Al quinto giro il pilota scozzese sopravanzò Ginther, superando poi anche Hill nel corso della diciottesima tornata e prendendo il largo.
I due piloti della BRM furono superati anche da Surtees, ma in seguito il pilota della Ferrari dovette rallentare per problemi alla pressione dell'olio, cedendo le posizioni conquistate. Al 78º passaggio Clark fu costretto al ritiro per la rottura del cambio. Hill, passato in testa, condusse fino al termine, vincendo davanti a Ginther, McLaren, Surtees, Maggs e Taylor.

### Risultati
| Pos | No | Pilota              | Costruttore      | Giri | Tempo/Ritiro                         | Partenza | Punti |
| --- | -- | ------------------- | ---------------- | ---- | ------------------------------------ | -------- | ----- |
| 1   | 6  | Graham Hill         | BRM              | 100  | 2h41'49"7                            | 2        | 9     |
| 2   | 5  | Richie Ginther      | BRM              | 100  | +4"6                                 | 4        | 6     |
| 3   | 7  | Bruce McLaren       | Cooper - Climax  | 100  | +12"8                                | 8        | 4     |
| 4   | 21 | John Surtees        | Ferrari          | 100  | +14"1                                | 3        | 3     |
| 5   | 8  | Tony Maggs          | Cooper - Climax  | 98   | +2 giri                              | 10       | 2     |
| 6   | 10 | Trevor Taylor       | Lotus - Climax   | 98   | +2 giri                              | 9        | 1     |
| 7   | 11 | Jo Bonnier          | Cooper - Climax  | 94   | +6 giri                              | 11       |       |
| 8   | 9  | Jim Clark           | Lotus - Climax   | 78   | Cambio                               | 1        |       |
| 9   | 3  | Jack Brabham        | Lotus - Climax   | 77   | Cambio                               | 15       |       |
| Rit | 14 | Innes Ireland       | Lotus - BRM      | 40   | Incidente                            | 5        |       |
| Rit | 20 | Willy Mairesse      | Ferrari          | 37   | Frizione                             | 7        |       |
| Rit | 17 | Maurice Trintignant | Lola - Climax    | 34   | Perdita d'olio                       | 14       |       |
| Rit | 4  | Dan Gurney          | Brabham - Climax | 25   | Trasmissione                         | 6        |       |
| Rit | 12 | Jim Hall            | Lotus - BRM      | 20   | Cambio                               | 13       |       |
| Rit | 25 | Jo Siffert          | Lotus - BRM      | 3    | Motore                               | 12       |       |
| NP  | 15 | Chris Amon          | Lola - Climax    |      | Vettura da gara ceduta a Trintignant |          |       |

## Statistiche

### Piloti
- 5ª vittoria per Graham Hill
- 1º Gran Premio per Chris Amon

### Costruttori
- 6° vittoria per la BRM

### Motori
- 6ª vittoria per il motore BRM
- 60° podio per il motore Climax

### Giri al comando
- Graham Hill (1-17, 79-100)
- Jim Clark (18-78)

## Classifiche

### Piloti
| Pos. | Pilota         | Punti |
| ---- | -------------- | ----- |
| 1    | Graham Hill    | 9     |
| 2    | Richie Ginther | 6     |
| 3    | Bruce McLaren  | 4     |
| 4    | John Surtees   | 3     |
| 5    | Tony Maggs     | 2     |
| 6    | Trevor Taylor  | 1     |

### Costruttori
| Pos. | Team            | Punti |
| ---- | --------------- | ----- |
| 1    | BRM             | 9     |
| 2    | Cooper - Climax | 4     |
| 3    | Ferrari         | 3     |
| 4    | Lotus - Climax  | 1     |